# Herbert Ihlefeld
Herbert Ihlefeld (* 1. Juni 1914 in Pinnow, Landkreis Randow; † 8. August 1995 in Wennigsen (Deister), Niedersachsen) war ein deutscher Luftwaffenoffizier und Kommodore (seit 1945 Oberst) der Wehrmacht.

## Leben
1933 trat Ihlefeld dem Infanterieregiment 5 bei. 1934 wurde er zum Flugzeugmechaniker ausgebildet und begann erst im Januar 1935 seine Ausbildung zum Flugzeugführer. Im März 1935 wurde er zur Luftwaffe versetzt. Nachdem er seine Ausbildung zum Jagdflieger absolviert hatte, meldete er sich 1937 freiwillig nach Spanien zur 2. Staffel der Jagdgruppe 88 der Legion Condor und errang dort mit der Messerschmitt Bf 109 neun Luftsiege, davon sieben in seiner Zeit in La Sénia. Er galt dort als eines der wenigen Fliegerasse und wurde als Oberfeldwebel mit dem Spanienkreuz in Gold ausgezeichnet. Am 1. August 1939 wurde er zur I. Gruppe des Lehrgeschwaders 2 versetzt. Am 20. August 1939 wurde Ihlefeld zum Leutnant befördert. Mit der I. Gruppe des Lehrgeschwaders 2 flog er Einsätze über Polen, Frankreich und Großbritannien. Am 1. Juni 1940 wurde er zum Oberleutnant befördert und bereits am 1. Oktober 1940 zum Hauptmann. Über Russland errang er seinen 40. Luftsieg. Im April 1941 wurde bei der Operation Marita in Jugoslawien vom Boden aus abgeschossen und verbrachte einige Tage in Kriegsgefangenschaft. Am 22. April 1942 erreichte er als fünfter Pilot der Jagdflieger den 100. Abschuss. Im Rang eines Majors wurde er am 22. Juni 1942 Kommodore des Jagdgeschwaders 52 im Rahmen der Reichsverteidigung. Bei einem seiner Einsätze wurde er verwundet und nach der Genesung zum Kommodore des Jagdgeschwaders 103 ernannt. Am 27. Januar 1943 wurde Ihlefeld Kommandeur des Jagdgeschwaders 25. Am 1. Februar 1944 erhielt er seine Beförderung zum Oberstleutnant und wurde am 1. Mai 1944 Kommandeur des Jagdgeschwaders 11. Nachdem Walter Oesau am 20. Mai 1944 gefallen war, übernahm er dessen Nachfolge als Kommodore des Jagdgeschwaders 1. Am 30. Januar 1945 wurde Herbert Ihlefeld zum Oberst befördert. Zuletzt flogen Ihlefeld und die Piloten der JG-1 das Jagdflugzeug Heinkel He 162, ein frühes strahlgetriebenes Jagdflugzeug. Fünfzehn noch einsatzfähige Flugzeuge wurden von ihm nach der Deutschen Kapitulation an die alliierten Militärbehörden überantwortet. Das von ihm zuletzt geflogene Flugzeug mit der Werksnummer 120230 soll sich heute in den Vereinigten Staaten befinden.
Während des Zweiten Weltkrieges absolvierte Herbert Ihlefeld über 1000 Feindflüge, wurde achtmal abgeschossen und errang 132 Luftsiege, darunter neun Abschüsse in Spanien, 67 an der Ostfront und 56 an der Westfront, darunter 15 Luftsiege gegen viermotorige schwere Bomber.
Ihlefeld beendete nach dem Zweiten Weltkrieg seine militärische Karriere. Der neugegründeten Bundesluftwaffe trat Ihlefeld nicht bei. Er ließ sich in Niedersachsen nieder, wo er 1995 verstarb. Sein Urnengrab befindet sich auf dem alten Friedhof von Kirchheim unter Teck (Baden-Württemberg).

## Auszeichnungen
- Spanienkreuz in Gold[7]
- Eisernes Kreuz (1939) II. und I. Klasse
- Verwundetenabzeichen in Schwarz
- Ritterkreuz des Eisernen Kreuzes mit Eichenlaub und Schwertern[8]
  - Ritterkreuz am 13. September 1940[7]
  - Eichenlaub am 27. Juni 1941 (16. Verleihung)
  - Schwerter am 24. April 1942 (9. Verleihung)
- Deutsches Kreuz in Gold am 9. April 1942[8]
- sechsmalige Nennung im Wehrmachtbericht, am 27. Juni 1941,[9] 26. März 1942,[10] 31. März 1942,[10] 20. April 1942,[10] 21. April 1942[10] und am 23. April 1942[10]

## Sonstiges
Herbert Ihlefeld war Mitglied der Kunstflugstaffel der Luftwaffe.